# Poruba pod Vihorlatom
Poruba pod Vihorlatom (Hongaars: Németvágás) is een Slowaakse gemeente in de regio Košice, en maakt deel uit van het district Michalovce.
Poruba pod Vihorlatom telt 627 inwoners.